# Kacey Musgraves
Kacey Musgraves, född 21 augusti 1988 i Golden, Wood County, Texas, är en amerikansk countrysångerska.
Musgraves släppte tre självutgivna album innan hon 2007 var med i den tv-sända talangtävlingen Nashville Star, i vilken hon slutade sjua. Hon fick 2013 kontrakt med Mercury Records och gav senare samma år ut sin första singel för bolaget, "Merry Go 'Round". Året därpå gav hon ut albumet Same Trailer Different Park, vilket blev tvåa på Billboard 200.
2014 vann hon en Grammy för årets bästa country-album.
2019 vann hon en Grammy för årets bästa album.

## Diskografi
Album
- 2002 – Movin' On
- 2003 – Wanted: One Good Cowboy
- 2007 – Kacey Musgraves
- 2013 – Same Trailer Different Park
- 2018 – Golden Hour
- 2021 – Star-Crossed
- 2024 – Deeper Well

Singlar/EP (urval)
- 2007 - You Win Again
- 2012 - Merry Go 'Round
- 2013 - Austin Sessions (EP)
- 2013 - Apologize